# Ermes Ludovisi
L'Ermes Ludovisi, precedentemente noto anche come "Mercurio oratore" (Hermes Logios), è una scultura in marmo pentelico del dio Ermes nella sua forma di psicopompo (guida delle anime nell'oltretomba), copia romana risalente al I secolo circa tratta da un originale in bronzo risalente al V secolo a.C., tradizionalmente attribuito al giovane Fidia (all'incirca attorno al 440 a.C.) o, in alternativa, allo scultore Mirone.

## Storia
Il modello, chiunque ne sia l'effettivo autore, è una tra le prime rappresentazioni del dio come un giovane imberbe. Trovata nei pressi della Porta Tiburtina, prende il nome dal suo primo proprietario moderno, il cardinale Ludovico Ludovisi il quale l'acquisì nel XVII secolo per la sua collezione.
Dopo la messa all'asta della vasta collezione Boncompagni-Ludovisi nel 1901 si trova ora al Museo nazionale romano di palazzo Altemps, a Palazzo Altemps.

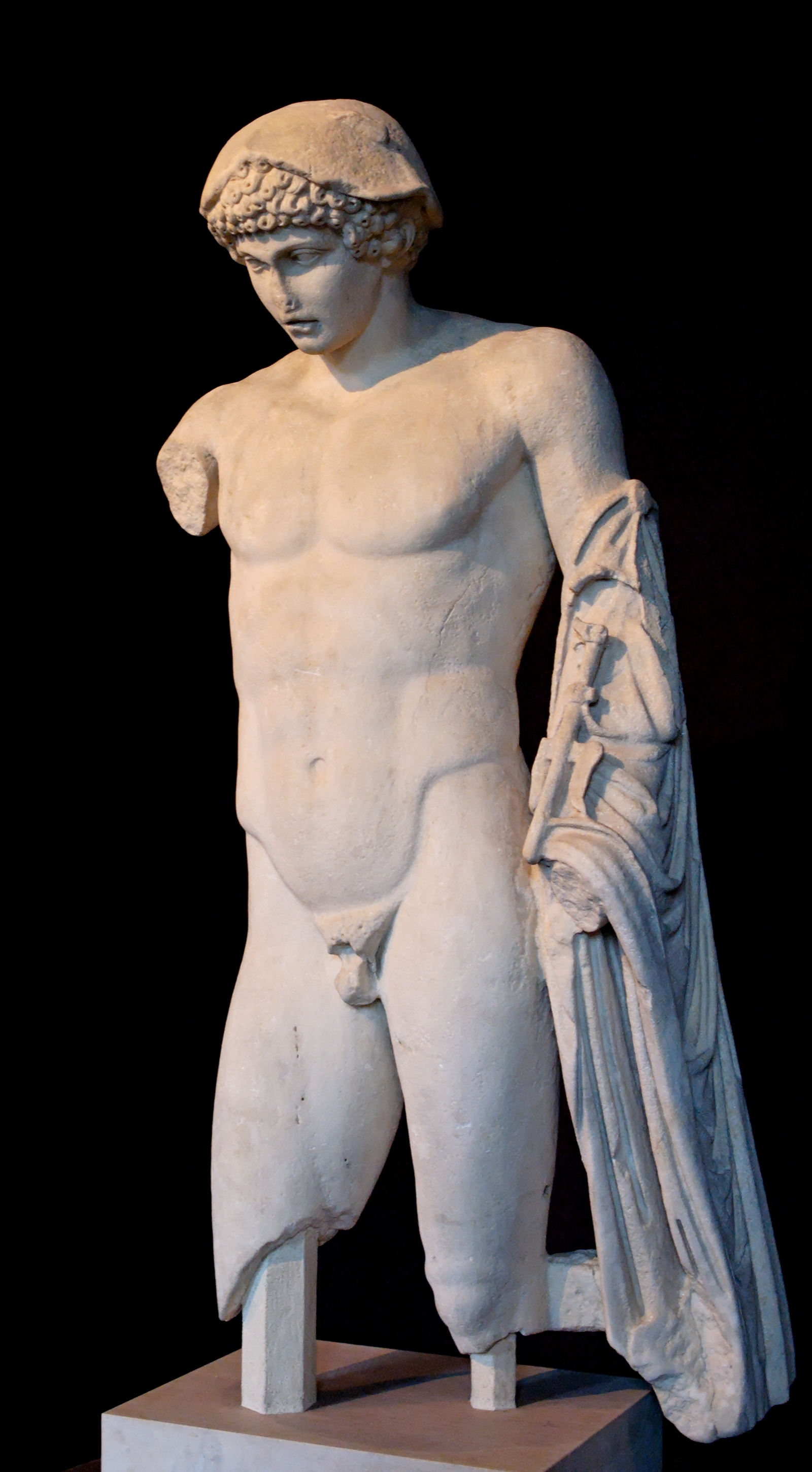
La variante trovata nell'attuale territorio di Anzio.

Una variante piuttosto ridotta, ritrovata ad Antium nell'odierno territorio di Anzio, si trova invece al Museo nazionale romano di Palazzo Massimo, a Palazzo Massimo alle Terme.

## Descrizione
Come anche per altre copie di epoca romana tratte da originali greci antecedenti di secoli, vi si possono trovare libere variazioni nella forma, per esempio nelle morbide falde del petaso che Ermes indossa e nell'angolo del caduceo che tiene nella mano sinistra.
La statua è alta 1,83 metri e rappresenta il dio nudo, nella classica postura di contrapposto, con una gamba piegata a riposo e l'altra di supporto al resto del peso corporeo. Ha un cappello (il petaso) in testa, sul braccio sinistro scende un mantello (l'himation), e nella sua mano sinistra, abbassata accanto al corpo, originariamente doveva esserci il caduceo.
C. Jenkins pensa possa trattarsi della più antica rappresentazione di Hermes come giovane uomo nudo e senza barba, a differenza del primo periodo arcaico quando era solito mostrarlo invece come un uomo maturo, con la barba e vestito.
Il braccio destro esteso in avanti, è un'opera di restauro di Alessandro Algardi che ha conformato la statua nella qualità di "Dio dell'eloquenza" (attributo specifico di Ermes), quindi è conosciuto anche con il soprannome di "Ermes Logios".

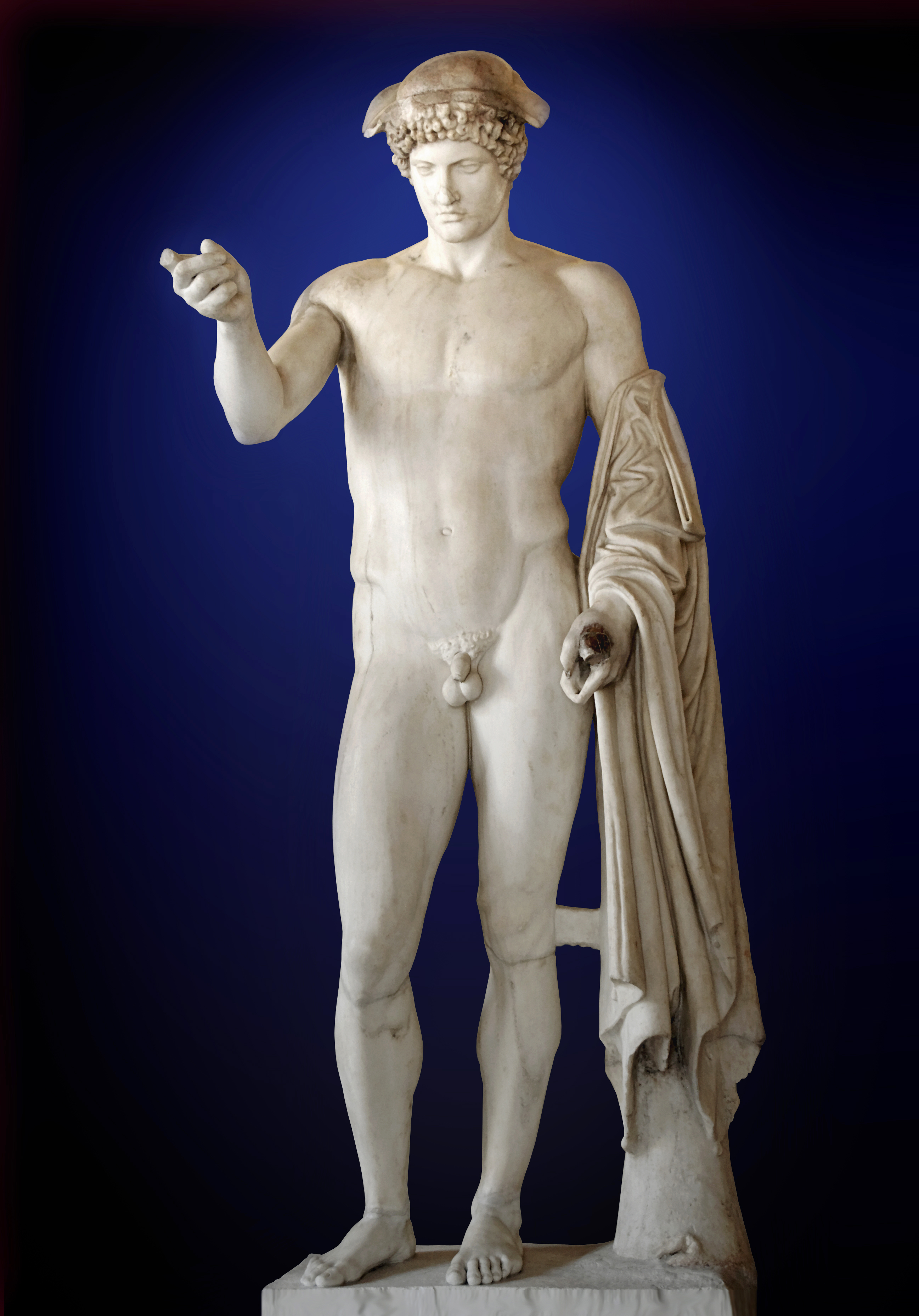
Veduta frontale

La posizione originale del braccio destro, innalzato verso la testa, può essere vista in una copia romana in ottimo stato conservato al Museo del Louvre, scolpita da Cleomene e con la testa raffigurante il generale Marco Claudio Marcello. Tra i romani era un'abitudine comune usare una celebre opera come base per un'immagine dell'imperatore e di altre eminenti personalità. Considerando l'esistenza di più copie e derivati dell'Hermes Ludovisi, la statua originale deve essere stata un modello molto popolare ed apprezzato.

## Note

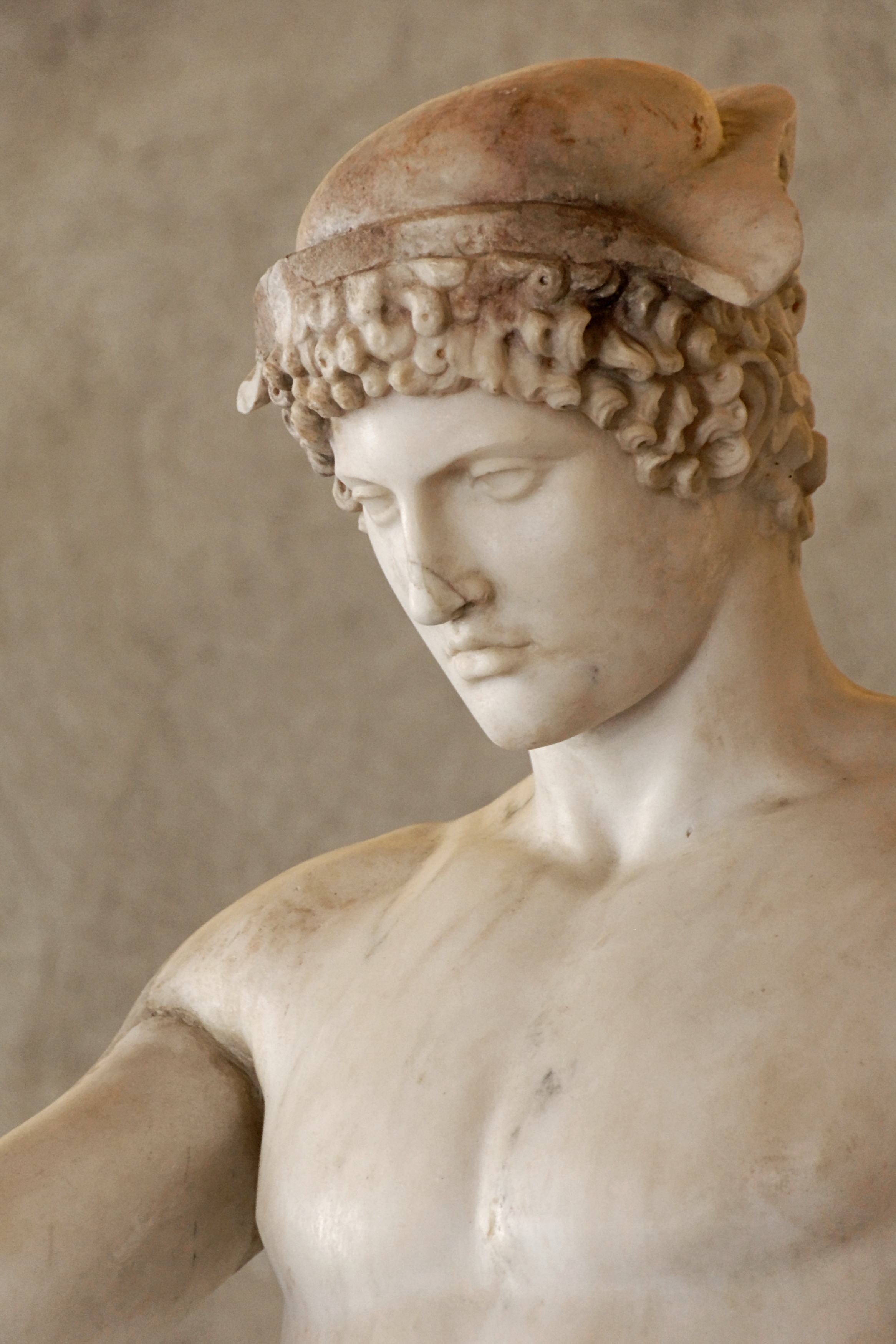
Primo piano